# Набережночелнинська ТЕЦ
Набережночелнинська ТЕЦ — теплова електростанція у Татарстані.
В 1973—1980 роках стали до ладу десять парових котлів виробництва Таганрозького котельного заводу типу ТГМ-84Б продуктивністю по 420 тонн пари на годину. Вони живили дев'ять парових турбін:
- введені в 1973-му дві турбіни від Ленінградського металічного заводу типу ПТ-60-130/13 потужністю по 60 МВт (станційні номери 1 та 2);
- запущені в 1974 та 1975 роках дві турбіни Уральського турбінного заводу типу Т-100-130-2 потужністю по 105 МВт (номери 3 та 4);
- введені в 1975 (дві), 1976 та 1978 роках чотири турбіни Уральського турбінного заводу типу Т-100-130-3 потужністю по 110 МВт (номери 5 — 8);
- запущену в 1979-му турбіну виробництва Ленінградського металічного заводу типу Р-50-130/13 потужністю 50 МВт (номер 9).

Для збільшення теплової потужності ТЕЦ отримала окрім парових також водогрійні котли, шість з яких типу ПТВМ-100 продуктивністю по 100 Гкал/год стали до ладу ще в 1971—1972 роках (тобто раніше від енергетичних котлів). З 1976 по 1981 роки додали вісім водогрійних котлів типу ПТВМ-180 продуктивністю по 180 Гкал/год.
Таким чином, потужність першої черги ТЕЦ склала 820 МВт при тепловій потужності 2822 Гкал/год.
В 1984, 1986, 1988 та 1993 роках стали до ладу чотири парові котли від Таганрозького котельного заводу типу ТГМЕ-464 продуктивністю по 500 тонн пари на годину. При цьому турбінне господарство поповнилось двома одиницями:
- в 1984-му стала до ладу турбіна Уральського турбінного заводу типу Т-175-130 потужністю 175 МВт (номер 10);
- в 1988-му запустили турбіну Уральського турбінного заводу типу Т-185-130 потужністю 135 МВт (номер 11).

Станом на 1993 рік потужність ТЕЦ досягнула 1180 МВт при тепловій потужності 4092 Гкал/год.
Станція використовує природний газ, що міг надходити по газопроводах Міннібаєво – Іжевськ та Соковка – Нижньокамськ, а наразі також по перемичці Можга — Нижньокамськ.
Для видалення продуктів згоряння призначені три труби — дві висотою 250 метрів та одна заввишки 265 метрів.
Видача продукції відбувається по ЛЕП, що працюють під напругою 220 кВ та 110 кВ.